# بيجيك (قشلاق أهر)
بيجيك (بالفارسية: پیجیک) هي منطقة سكنية تقع في إيران في قسم قشلاق الریفي. يقدر عدد سكانها بـ 127 نسمة .